# Bourne Town Hall
Die Bourne Town Hall ist das Rathaus der Stadt Bourne im Bundesstaat Massachusetts der Vereinigten Staaten. Es wurde 1914 errichtet und 1937 durch das Hinzufügen von Seitenflügeln erweitert. 2013 wurde es in das National Register of Historic Places eingetragen.

## Beschreibung
Das Rathaus steht an der Adresse 24 Perry Avenue im CDP Buzzards Bay, dem historischen Geschäftszentrum von Bourne. Der Stadtteil befindet sich nördlich des Cape Cod Canal, der mitten durch die Stadt verläuft und das Cape Cod vom Festland trennt. In der Umgebung des Rathauses stehen vorwiegend eineinhalb- und zweistöckige Wohnhäuser aus dem späten 19. und frühen 20. Jahrhundert. Das Rathaus selbst steht rund 100 ft (30,5 m) von der Straße zurückgesetzt auf einem 4 Acres (1,6 ha) großen Grundstück und ist mit seiner Frontseite nach Südwesten ausgerichtet. Auf dem Grundstück befinden sich zudem die Denkmale Soldiers’ and Sailors’ Monument und World War I Monument sowie eine Garage und ein Fahnenmast, die ebenfalls als zur historischen Bedeutung beitragend (contributing object) bewertet wurden.

## Architektur

### Außenbereiche
Das Gebäude ist ein gut erhaltenes Beispiel für ein Zivilgebäude im Stil des Klassizismus. Es besteht aus einem zweistöckigen, rechteckigen Hauptteil mit Walmdach sowie zwei später hinzugefügten, einstöckigen Flügeln mit Flachdach. An der Rückseite befindet sich ein zweistöckiger Anbau, der sich rechtwinklig vom Hauptteil nach hinten erstreckt. Das Hauptgebäude wurde gemeinsam mit dem Anbau 1914 errichtet und 1937 durch die seitlichen Gebäudeflügel erweitert. In den 1970er Jahren wurde das Dach des rückwärtigen Anbaus erhöht, um Platz für ein zweites Stockwerk zu schaffen.
Alle Dachflächen des Rathauses sind mit Asphaltschindeln gedeckt. Auf dem Dach des Hauptteils stand ursprünglich eine Kuppel, die jedoch zu einem unbekannten Zeitpunkt nach 1940 verloren ging. Unterhalb der Dachlinie des mittleren Gebäudeteils verläuft ein gezahntes, hölzernes Gesims an einem undekorierten Fries entlang. Die Außenwände des Hauptteils und der seitlichen Anbauten sind mit roten Ziegeln im Läuferverband verkleidet, während die Wände des rückwärtigen Anbaus mit einer Oberfläche aus Vinyl versehen sind. Das gesamte Rathaus ruht auf einem gegossenen Betonfundament.
Die fünf Joche breite Frontseite ist symmetrisch aufgebaut und verfügt über einen mittig platzierten Eingang. Die drei mittleren Joche sind zurückgesetzt ausgeführt und weisen flache, aus Ziegelsteinen errichtete Pilaster auf, die halbkreisförmige Bögen aus Holz tragen, die ebenso halbkreisförmig ausgeführte Fenster im ersten Stock umrahmen. Während sich im mittleren Joch der Eingang befindet, sind links und rechts davon Fensteröffnungen platziert. Über dem Eingang und den beiden seitlichen Fenstern befinden sich Holztafeln mit den Inschriften „TOWN OF BOURNE“ (Mitte), „ERECTED A.D. 1914“ (links) und „INCORPORATED A.D. 1884“ (rechts). Nebeneingänge befinden sich im nördlichen Gebäudetrakt sowie im rückwärtigen Anbau.

### Innenbereiche
Die Innenräume des Rathauses wurden 1999 umfassend renoviert, wobei die Eingangshalle im Erdgeschoss im Original erhalten blieb. Im rückwärtigen Anbau befand sich bis dahin ein zweistöckiger Vortragssaal, der durch neue Büros und Konferenzräume ersetzt wurde. Die Lage und Größe der Büroräume im Nord- und Südflügel des Gebäudes entsprechen jedoch nach wie vor den Plänen aus dem Jahr 1937.

## Weitere zur Relevanz beitragende Objekte

### Soldiers’ and Sailors’ Monument
Das aus einer einzelnen Granitsäule mit Adler bestehende Soldiers’ and Sailors’ Monument steht unmittelbar vor dem Haupteingang zum Rathaus. Es wurde 1914 errichtet, ist mehr als 30 ft (9,1 m) hoch und wird von einem flachen Kapitell abgeschlossen, auf dem ein aus Bronze angefertigter Adler mit ausgebreiteten Flügeln ruht. Das Denkmal steht auf einer quadratischen Granitplatte, auf der insgesamt vier niedrige Granitsäulen stehen, die untereinander mit Eisenketten verbunden sind. In die Granitplatte sind kleine Bronzeschilder eingelassen, die die Namen von 69 Männern zeigen, die im Sezessionskrieg kämpften. Die quadratische Platte wiederum ruht auf einer größeren, ebenfalls aus Granit bestehenden Bodenplatte, zu der drei Stufen hinaufführen. Auf Höhe der zweiten und dritten Stufe befinden sich an den Ecken vier weitere niedrige Säulen. An der Westseite des Denkmals befindet sich die folgende Inschrift:

“ERECTED BY THE TOWN OF BOURNE AD MCMXIV IN MEMORY OF THE SOLDIERS AND SAILORS WHO SERVED IN THE WAR OF 1861–1865”

„Errichtet von der Stadt Bourne im Jahr 1914 als Erinnerung an die Soldaten und Seeleute, die im Krieg von 1861–1865 gedient haben.“

### Garage
Nordöstlich des Rathauses steht eine eineinhalbstöckige, aus Holz bestehende Garage mit Walmdach, die wahrscheinlich gemeinsam mit den seitlichen Gebäudetrakten 1937 errichtet wurde. Das Errichtungsdatum des nördlichen Anbaus an die Garage ist hingegen unbekannt. Ihr Dach ist mit Schindeln aus Asphalt gedeckt, während ihre Seitenwände mit Holzschindeln verkleidet sind.

### World War I Monument
Im 1969 eingerichteten Veterans Park, der sich in der nordwestlichen Ecke des Rathaus-Grundstücks befindet, steht ein 1918 aufgestelltes Denkmal an den Ersten Weltkrieg. Es besteht aus einem großen Felsblock, der von zwei niedrigen Büschen eingerahmt wird. Auf der Westseite des Felsens ist eine Bronzeplatte mit folgender Inschrift angebracht:

“DEDICATED TO THE CITIZENS OF THE TOWN OF BOURNE WHO DEVOTED THEMSELVES TO THE CAUSE OF FREEDOM AND SERVED THEIR COUNTRY IN THE WORLD WAR”

„Den Einwohnern der Stadt Bourne gewidmet, die sich selbst der Sache der Freiheit hingegeben und ihrem Land im Weltkrieg gedient haben.“

Darunter folgt eine Namensliste.

## Historische Bedeutung
1780 und 1797 scheiterten Versuche der Einwohner dieses Gebiets, sich von Sandwich abzuspalten, bevor sie schließlich am 2. April 1884 mit einem erneuten Antrag Erfolg hatten, der zur Gründung von Bourne führte. Die Stadt wurde nach dem zu jener Zeit prominenten, aus New Bedford stammenden Walfangkapitän Jonathan Bourne, Sr. benannt, der ein Nachfahre des ersten englischen Siedlers Richard Bourne war und als Landesgesetzgeber die Abspaltung von Sandwich unterstützt hatte.
Die Selbstverwaltung von Bourne nahm ihre Arbeit bereits kurz nach der Gründung auf und hielt am 12. April 1884 die erste Gemeindeversammlung in der Franklin Hall in Buzzards Bay ab. Aus den acht Villages der Stadt wurde Bourne Village als zukünftiger Standort der Stadtverwaltung ausgewählt, wo viele ortsansässige Geschäftsleute und Stadtangestellte ihren Wohnsitz hatten. Zunächst wurde ein angemietetes Wohnhaus als Sitz der Verwaltung genutzt, bevor 1897 der Umzug in die Räume der Jonathan Bourne Public Library erfolgte.
Aufgrund des Bevölkerungswachstums in Bourne reichten die Räumlichkeiten in der Bibliothek bald nicht mehr aus. 1913 wurde im Rahmen einer Gemeindeversammlung ein Kredit in Höhe von 25.000 US-Dollar (heute ca. 706.000 Dollar) zur Errichtung eines eigenständigen Rathauses bewilligt, das vom Bostoner Architekten James Purdon entworfen und im darauffolgenden Jahr fertiggestellt wurde. Es bestand ursprünglich nur aus dem heute in der Mitte befindlichen Hauptteil mit dem rückwärtigen, rechtwinkligen Gebäudetrakt. Auf dem Dach war eine Kuppel mit Bogenfenstern platziert, die jedoch beim Hurrikan 1938 so schwer beschädigt wurde, dass sie trotz mehrmaliger Reparaturversuche in den folgenden Jahren demontiert werden musste. Purdon entwarf ebenfalls das vor dem Gebäude stehende Soldiers’ and Sailors’ Monument als Denkmal an den Sezessionskrieg.
Bereits 1911 begann der Ortsverband des Women’s Relief Corps, einer Nebenorganisation der Veteranenvereinigung Grand Army of the Republic, mit der Sammlung von Spendengeldern für ein Kriegsdenkmal. Mit diesen Spenden sowie mit einer Restfinanzierung der Stadt konnte Stephen Bianchi für rund 5.000 Dollar (heute ca. 141.000 Dollar) mit der Erstellung beauftragt werden, die in Quincy erfolgte. 1918 wurde das Denkmal an seinem heutigen Standort aufgestellt. Die Stadt finanzierte zusätzlich die Errichtung eines Fahnenmasts; heute steht dort eine Nachbildung aus den 1950er Jahren, die das in einem Hurrikan beschädigte Original ersetzte. Während der Bauphase des Rathauses veränderte sich durch den Bau des Cape Cod Canal, der ebenfalls 1914 fertiggestellt wurde und Bourne in zwei Teile spaltete, auch dessen unmittelbare Umgebung.
Das Rathaus ist ebenso aus architektonischer Sicht bedeutend, da es ein gut erhaltenes Beispiel für den Stil des Klassizismus darstellt, der in den Vereinigten Staaten in dieser Epoche (Ende des 19. und Anfang des 20. Jahrhunderts) als Classical Revival bezeichnet wird und insbesondere im Zuge der World’s Columbian Exposition 1893 in Chicago sehr populär geworden war. Der Architekturstil, der klassische Designprinzipien und häufig auch die direkte Wiederverwendung klassischer Formen umfasste, hatte aufgrund des zu dieser Zeit starken Nationalgefühls eine erhebliche soziale Nebenfunktion, da über den Rückgriff in die Vergangenheit versucht wurde, eine nationale Identität zu finden, die vor allem durch den Sezessionskrieg verlorengegangen war. Daher waren die antiken römischen und griechischen Architekturstile insbesondere für öffentliche Gebäude sehr beliebt, da mit ihnen Demokratie und Selbstverwaltung assoziiert wurden.
Dies wird auch an den Rathäusern anderer Städte des Cape Cod – bspw. Orleans (Italianate-Stil, 1873), Provincetown (Neorenaissance-Stil, 1877), Falmouth (Stick Style, 1881) und Brewster (Queen-Anne-Stil, 1881) – deutlich. Anfang des 20. Jahrhunderts dominierten die Architekturstile Colonial Revival und Georgian Revival. Das Rathaus von Bourne war nach der Bibliothek (1897) und der High School (1905) das dritte öffentliche Gebäude dieses Stils und trug damit wesentlich zur Identitätsfindung der neuen Stadt bei. Die Symmetrie des Gebäudes mit dem prototypischen Walmdach und klassischen Elementen an der Fassade zeichnen es aus. Die 1937 hinzugefügten Seitenflügel greifen dieses Konzept auf und lassen das Gebäude als Einheit wirken.